# Season of love
〈Season of love〉(시즌 오브 러브)는 일본의 가수 쿠라키 마이의 26번째 CD 싱글로 2007년 2월 14일에 기자 스튜디오에서 발매되었다.
노래는 TV 아사히계열 목요 미스터리 《신 교토 미궁안내》의 주제가. 뮤직비디오에서는 수화가 사용되고 있는 장면이 있다.

## 싱글 수록곡
1. Season of love (4:45)
  - 작사: 쿠라키 마이, 작곡: 오노 아이카, 편곡: Cybersound
2. Season of love (Latin lover remix) (5:20)
  - 리믹스: 페리 게이어, 미구엘 사 페소아
3. 하얀 눈 (오르골 버전)(白い雪 -オルゴールバージョン-) (5:27)
  - 편곡: 이케다 다이스케

오르골만 들어간 인스트곡. 원곡이 라장조인 데에 대해서, 내림나장조로 조옮김으로 되어있다.
4. Season of love (instrumental)